# Alfredo Graça
Alfredo José Zarcos Graça (Vila Real de Santo António, 6 de Agosto de 1938 - 14 de Dezembro de 2021) foi um político e bancário português.

## Biografia
Nasceu em Vila Real de Santo António, a 6 de Agosto de 1938.
A sua profissão principal foi como bancário, tendo exercido igualmente como músico. Filiou-se no Partido Comunista Português, tendo ocupado várias funções no seio daquele partido, incluindo membro da Comissão Concelhia em Vila Real de Santo António, e membro da Direcção da Organização Regional do Algarve. Foi presidente da Câmara Municipal de Vila Real de Santo António entre Janeiro de 1980 e Janeiro de 1986, tendo sido eleito como parte da coligação Aliança Povo Unido. Sucedeu a António Santos Reis, e foi substituído por António Maria Farinha Murta. Durante o seu mandato deu um valioso contributo para o desenvolvimento do concelho, numa altura de grandes dificuldades económicas, uma vez que em que as autarquias gozavam de uma reduzida autonomia do ponto de vista financeiro. Foi durante o seu mandato que se determinou a criação de um Plano Diretor Municipal, o oitavo a ser executado em território nacional, tendo sido igualmente ampliado o cemitério municipal e iniciou-se o planeamento do futuro Complexo Desportivo Municipal. Foi desenvolvida a rede das estruturas sanitárias, de abastecimento de água e de recolha de resíduos, tendo sido instaladas estações de tratamento elevatórias e depósitos para água. Promoveu igualmente as cooperativas de operários para a construção de residências, tendo apoiado de forma significativa os programas SAAL e CAR, no âmbito dos quais foram instaladas centenas de casas na sede do concelho e em Monte Gordo. Também lutou contra o encerramento das fábricas de conservas, e participou na chamada Operação Sertão, programa que impediu que uma zona em risco no lado poente de Monte Gordo se transformasse num bairro degradado. Também foi o principal responsável pelo acordo de geminação com o vizinho concelho de Ayamonte, desenvolvendo desta forma as relações com Espanha.
Era membro da União dos Resistentes Antifascistas Portugueses, e fundou a Associação de Reformados Pensionistas e Idosos de Vila Real de Santo António.
Faleceu em 14 de Dezembro de 2021. Na sequência da sua morte, a Comissão Concelhia de Vila Real de Santo António do Partido Comunista Português emitiu uma nota de pesar, onde recordou a sua carreira política, e a autarquia decretou dois dias de luto municipal.